# 杉澤龍
- 杉沢龍

杉澤 龍（すぎさわ りゅう、2000年6月2日 - ）は、秋田県鹿角郡小坂町出身のプロ野球選手（外野手）。右投左打。オリックス・バファローズ所属。

## 経歴

### プロ入り前
小坂町立小坂小学校で野球を始め、小坂町立小坂中学校在学時は硬式野球のクラブチームである大館リトルシニアでプレーしていた。
東北高等学校に進学し、1年春から遊撃手のレギュラーに定着。同年夏に1番打者として第98回全国高等学校野球選手権大会に出場したが、1回戦で藤平尚真、石川達也、増田珠らを擁する横浜に敗れ、自身も無安打に終わった。以降は宮城県大会準優勝が最高成績で、甲子園大会出場はなし。3年夏は県大会4回戦で古川工業に敗れた。
東北福祉大学に進学後は外野手へ転向し、2年秋からレギュラーに定着した。4年春のリーグ戦では打率.550、4本塁打、14打点を記録して三冠王に輝き、MVPを受賞した。また、ハーレムベースボールウィークの日本代表にも選出された。
その後、2022年9月12日にプロ志望届を提出し、2022年10月20日に行われたドラフト会議にてオリックス・バファローズから4位指名を受けた。11月19日、仙台市内のホテルで入団交渉を行い、契約金4500万円、年俸900万円で合意した。背番号は33。また、大学同期の入山海斗もオリックスから育成3位で指名された。

### オリックス時代
2023年は、ウエスタン・リーグの試合に92試合に出場し、打率.223、3本塁打の成績を残す。9月12日に一軍初昇格を果たし、プロ初先発出場となった9月14日の東北楽天ゴールデンイーグルス戦（楽天モバイルパーク宮城）で、先発の藤平尚真から5回に初安打を記録した。シーズン終了後には11月から12月にかけて、オーストラリアン・ベースボールリーグのメルボルン・エイシズに派遣され、メルボルンでは外野だけでなく三塁手としてもプレーした。

## 選手としての特徴・人物
高い身体能力とガッツあるプレーが魅力の外野手。広角に打ち分ける技術に加え、長打力と勝負強い打撃が武器。また、俊足を生かした広い守備範囲と球際の強さにも定評がある。
アイドルグループ・AKB48の元メンバーである谷川聖とは同学年で、保育園時代からの幼馴染である。
プロレス好きで三沢光晴の大ファン。入場テーマも三沢のスパルタンXから。

## 詳細情報

### 年度別打撃成績
| 年 度     | 球 団      | 試 合 | 打 席 | 打 数 | 得 点 | 安 打 | 二 塁 打 | 三 塁 打 | 本 塁 打 | 塁 打 | 打 点 | 盗 塁 | 盗 塁 死 | 犠 打 | 犠 飛 | 四 球 | 敬 遠 | 死 球 | 三 振 | 併 殺 打 | 打 率 | 出 塁 率 | 長 打 率 | O P S |
| --------- | ---------- | ----- | ----- | ----- | ----- | ----- | -------- | -------- | -------- | ----- | ----- | ----- | -------- | ----- | ----- | ----- | ----- | ----- | ----- | -------- | ----- | -------- | -------- | ----- |
| 2023      | オリックス | 2     | 5     | 5     | 0     | 1     | 0        | 0        | 0        | 1     | 0     | 0     | 0        | 0     | 0     | 0     | 0     | 0     | 2     | 0        | .200  | .200     | .200     | .400  |
| 2024      | オリックス | 28    | 21    | 19    | 0     | 1     | 0        | 0        | 0        | 1     | 0     | 0     | 0        | 2     | 0     | 0     | 0     | 0     | 6     | 0        | .053  | .053     | .053     | .105  |
| 通算：2年 | 通算：2年  | 30    | 26    | 24    | 0     | 2     | 0        | 0        | 0        | 2     | 0     | 0     | 0        | 2     | 0     | 0     | 0     | 0     | 8     | 0        | .083  | .083     | .083     | .167  |

- 2024年度シーズン終了時

### 年度別守備成績
| 年 度 | 球 団      | 外野  | 外野  | 外野  | 外野  | 外野  | 外野     |
| 年 度 | 球 団      | 試 合 | 刺 殺 | 補 殺 | 失 策 | 併 殺 | 守 備 率 |
| ----- | ---------- | ----- | ----- | ----- | ----- | ----- | -------- |
| 2023  | オリックス | 2     | 1     | 0     | 0     | 0     | 1.000    |
| 2024  | オリックス | 27    | 33    | 0     | 1     | 0     | .971     |
| 通算  | 通算       | 29    | 34    | 0     | 1     | 0     | .971     |

- 2024年度シーズン終了時

### 記録
初記録
- 初出場・初打席：2023年9月13日、対北海道日本ハムファイターズ24回戦（エスコンフィールドHOKKAIDO）、8回表に佐野皓大の代打で出場、池田隆英から空振り三振
- 初先発出場：2023年9月14日、対東北楽天ゴールデンイーグルス19回戦（楽天モバイルパーク宮城）、9番・中堅手で先発出場
- 初安打：同上、5回表に藤平尚真から右前安打[18]
- 初打点：2025年6月5日、対広島東洋カープ3回戦（京セラドーム大阪）、1回裏にアドゥワ誠から左前2点適時打

### 背番号
- 33（2023年 - ）

### 代表歴
- 2022 ハーレムベースボールウィーク 日本代表